# Crispin Bonham-Carter
Pour les articles homonymes, voir Bonham Carter.
Crispin Bonham-Carter (né le 23 septembre 1969) est un acteur et un directeur de théâtre anglais.

## Vie personnelle
Crispin Bonham-Carter est le fils de Peter Bonham-Carter et de Clodagh Greenwood. Il est un lointain cousin de l'actrice Helena Bonham Carter.
Éduqué au Glenalmond College, il a été diplômé en 1992 de l'université de St Andrews, en Écosse.
Crispin Bonham-Carter a épousé Katherine Julian Dawnay, un professeur, en 1996. Ils ont quatre enfants : Kit, Arthur (né le 17 mars 1997), Stanley (21 avril 2002) et Frank (12 janvier 2006).

## Carrière
Il est connu pour son interprétation de Mr Bingley dans Orgueil et Préjugés (Pride and Prejudice), le téléfilm de 1995 de la BBC. Il avait été pressenti pour jouer George Wickham, mais la production trouva qu'il convenait bien pour souligner le contraste entre Darcy, que devait jouer Colin Firth, et Bingley.
L'année précédente, il avait joué l'un des rôles principaux du sitcom Honey for Tea (en). Il a aussi tenu un petit rôle dans le film Le Journal de Bridget Jones. Il est apparu également dans la saison 4 de Absolutely Fabulous, où il jouait un jardinier classieux appelé Jago Balfour, qui récitait à Edina le nom des plantes en latin. Julia Sawalha, qui tenait le rôle de Lydia dans Orgueil et Préjugés (Pride and Prejudice) de 1995, a ainsi retrouvé Crispin Bonham-Carter dans Absolutely Fabulous, où elle tenait le rôle de Saffy, donnant à Jago la mission de redessiner le jardin à l'arrière de la maison.
Il est d'autre part apparu dans le clip vidéo de la reprise de Uptown Girl du groupe Westlife, et a joué le riche jeune homme vers lequel Mandy se sent attirée dans la saison 3 de la série télévisée Game On.
Mais son domaine préféré est le théâtre, comme acteur et progressivement comme metteur en scène. Il a reçu en 2001 le Jerwood Young Directors Award pour Lucifer and the Lord.

## Filmographie
- 1992 : Retour à Howards End : Albert Fussell
- 1993 : Scarlet and Black : comte de Croisenois
- 1994 : Honey for Tea (en) (sitcom) : Charlie Chadwick
- 1995 : Full Throttle (film) : Michael Burn
- 1995 : Orgueil et Préjugés (Pride and Prejudice) : Charles Bingley
- 1995 : Les Nouvelles Aventures d'Annie (Annie: A Royal Adventure!) (téléfilm) : Rupert Hogbottom
- 1996 : Highlander, un épisode : Danny Cimoli
- 1997 : Cadfael, un épisode : Miles Coliar
- 1997 : Rag Nymph : Bernard Thompson
- 1998 : Game on ! : Archie
- 1998 : Basil : Ralf
- 1998 : The Gift : Dr Hill
- 1998 : Wuthering Heights (en) : Edgar
- 1999 : Coronation Street - The Brighton Bubble : Robert
- 2000 : Urban Gothic : Bruce
- 2001 : Mind Games : l'inspecteur Terry Beale
- 2001 : Le Journal de Bridget Jones : Greg
- 2001 : Victoria and Albert : Lord Frederick Standish
- 2001 : Absolutely Fabulous : Jago Balfour
- 2001 : Murder Rooms: The Kingdom of Bones : Reuben Proctor
- 2001-2002 : Sydney Fox, l'aventurière : Preston Bailey
- 2002 : un épisode d'Urgences : voyageur
- 2002 : The Project (en) (téléfilm en deux parties) : Charles
- 2003 : Peter in Paradise, dans le rôle de Menshikov.
- 2004 : Auf Wiedersehen, Pet (en) : Stuart Sherman
- 2004 : Rosemary and Thyme :e Gavin
- 2005 : The Walk : Robin
- 2006 : Ghostboat (en) (téléfilm) : Redding
- 2006 : The Impressionists (en) (série télévisée) : Ambroise Vollard
- 2006 : Suez: A Very British Crisis : Anthony Nutting
- 2006 : Casino Royale : un médecin
- 2010 : The Lizard Boy : docteur Roach